# Café Frauenhuber

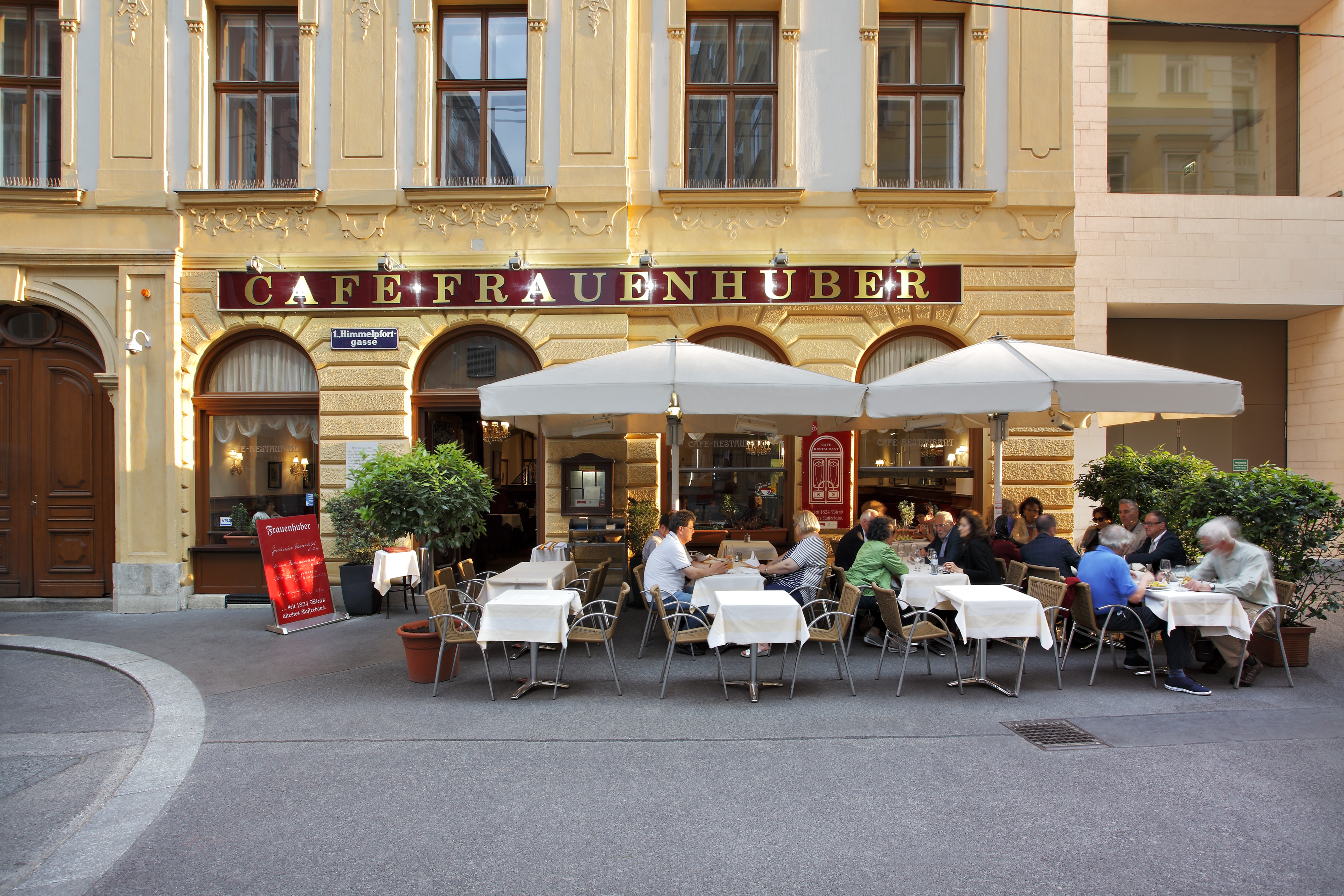
Café Frauenhuber

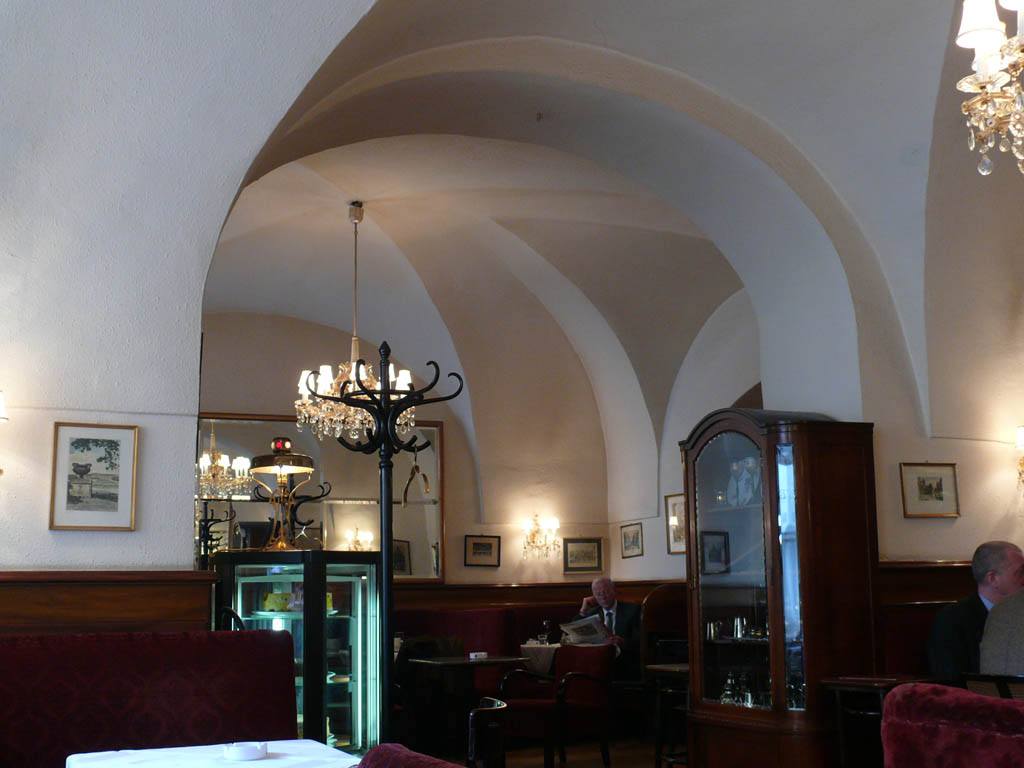
Innenansicht

Das Café Frauenhuber (Eigenschreibweise auch Cafe Frauenhuber) ist ein traditionsreiches Kaffeehaus in der Himmelpfortgasse 6 im 1. Wiener Gemeindebezirk (Innere Stadt). Es ist eines der ältesten Kaffeehäuser der Stadt und gilt als das älteste bis heute durchgehend betriebene Wiener Kaffeehaus.

## Geschichte
Ursprünglich befand sich an dieser Stelle bereits Anfang des 14. Jahrhunderts die so genannte Badestube bei der Himmelpforten. 1720 wurde hier ein Barockhaus errichtet, in dem Maria Theresias Leibkoch und Hoftraiteur Ignaz Jahn Ende des 18. Jahrhunderts ein Nobelrestaurant gründete. In diesem Lokal wurden auch Konzerte abgehalten, unter anderem spielten Wolfgang Amadeus Mozart und Ludwig van Beethoven persönlich auf.
Nachdem Ignaz Jahns Sohn Franz das Haus 1812 verkauft hatte, eröffnete hier 1824 das ursprünglich am Fleischmarkt gelegene Café Hänisch. Im Laufe der Jahrzehnte wechselte es mehrmals Namen und Besitzer. 1870 wurde es Zum Hopfenstock, später das Café Herzog. 1877 wurde das ganze Gebäude renoviert und die über dem Café liegenden Stockwerke als Büros genutzt. Seit 1891 wird das Kaffeehaus unter dem Namen Café Frauenhuber geführt.